# Мухаммед аль-Буртукали
Мухаммед аль-Буртукали (Абу Абд Аллах аль-Мухаммад ибн Мухаммад Буртукали) (1464—1524) — второй султан Марокко из династии Ваттасидов (1505—1524), сын и преемник Мухаммеда аш-Шейха аль-Махди.

## Биография
В 1471 году португальцы захватили марокканские города-порты Танжер и Асила. В Асиле они задержали юного принца Мухаммеда и отправили его в Португалию в качестве заложника. В 1473 году король Португалии Афонсу V отпустил принца назад к отцу в Марокко.
В 1505 году после смерти своего отца Мухаммед аль-Буртукали унаследовал султанский престол в Фесе. Под его контролем находилась только северная часть Марокко с городами Фес и Сале, а остальная часть страны находилась под контролем различных племенных вождей.
При султане Мухаммеде аль-Буртукали продолжалась португальская экспансия. Португальцы постепенно захватили все атлантическое побережье до Гибралтара: в 1508 году они взяли Сафи, в 1513-м — Аземмур, в 1514-м — Мазаган, а в 1515 году совершили нападение на Марракеш.
В 1515 году против Ваттасидов на юге Марокко выступил род бану саад (Саадиты). Его вождь Абу Абдаллах Мухаммад аль-Каим (ум. 1517) с 1505 года вёл священную войну против португальцев, обосновавшихся в Санта-Крусе на мысе Агер. В 1511 году Абу Абдаллах Мухаммад аль-Каим провозгласил себя правителем Суса.
В 1524 году после смерти Мухаммеда аль-Буртукали султанский престол занял его сын Абуль-Аббас Ахмед (1524—1549).